# Lednik Korzjenevskogo
Lednik Korzjenevskogo (ryska: Ледник Корженевского) är en glaciär i Kirgizistan.   Den ligger i oblastet Osj, i den sydvästra delen av landet, 400 km söder om huvudstaden Bisjkek. Lednik Korzjenevskogo ligger 4 389 meter över havet.
Terrängen runt Lednik Korzjenevskogo är huvudsakligen bergig, men den allra närmaste omgivningen är kuperad. Runt Lednik Korzjenevskogo är det mycket glesbefolkat, med 7 invånare per kvadratkilometer. Det finns inga samhällen i närheten. Trakten runt Lednik Korzjenevskogo är permanent täckt av is och snö.